# História do Ceará Sporting Club
a História do Ceará Sporting Club remete ao início do século XX. O clube alvi-negro é um dos mais tradicionais e vitoriosos de seu Estado, e do Nordeste brasileiro.
Apesar de muitos pensarem que o codinome Vovô se deva ao fato de o Ceará ser o mais velho clube do estado, depoimento de Aníbal Câmara Bonfim, um dos fundadores do América Futebol Club, em 1920, diz o real motivo do apelido. Ele contava que os jogadores do América costumavam treinar no campo do Ceará. O presidente do Ceará na época, Meton de Alencar Pinto, passou a tratá-los de "meus netinhos" e se auto-intitulava "Vovô". Em 2009, o personagem ganhou vida. Uma pessoa fantasiada de Vovô passou a estar presente nos jogos em que o mando de campo é do alvinegro.

## O jogo mil de Pelé pelo Santos

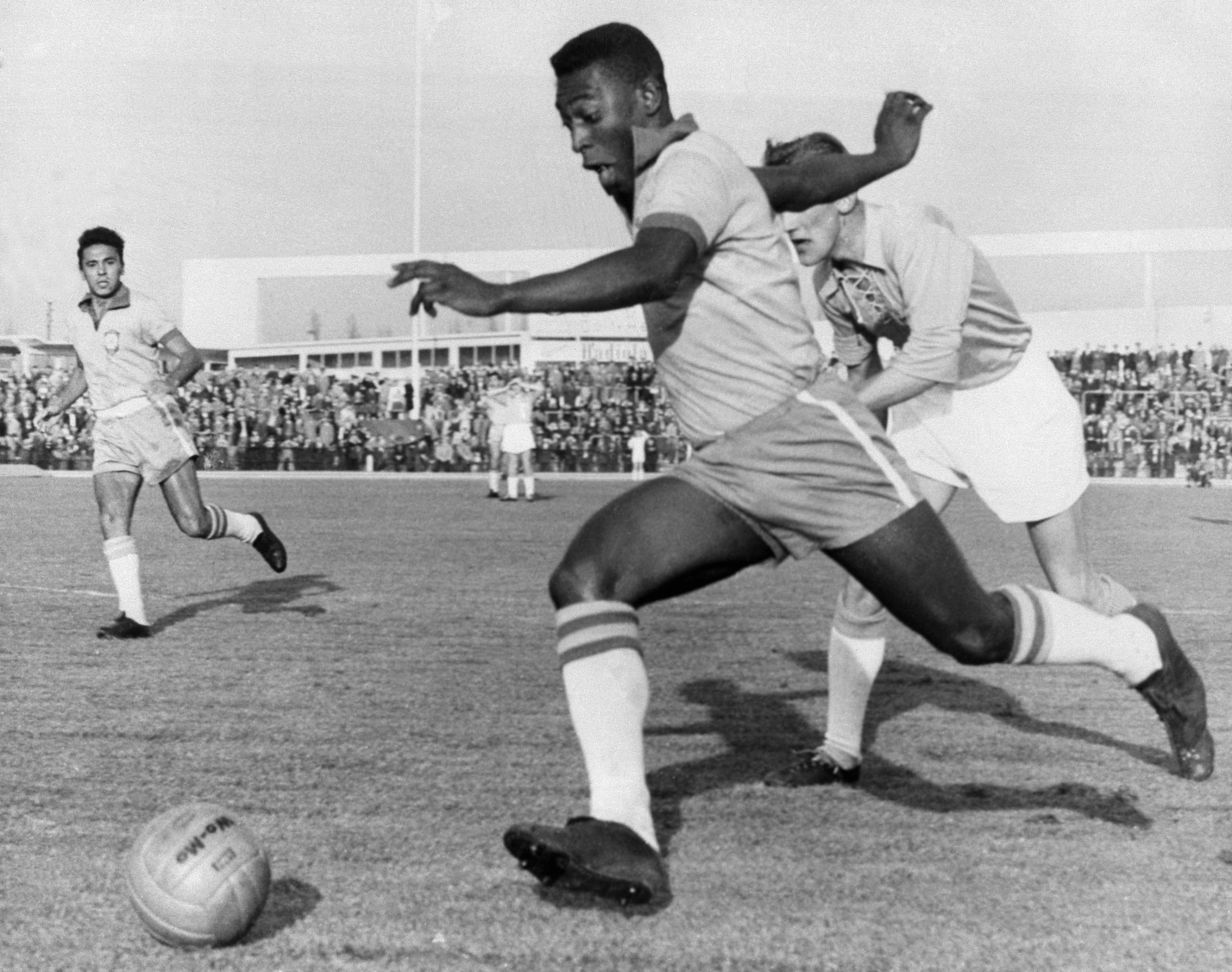

Edson Arantes do Nascimento, o Pelé, esteve em Fortaleza para jogar contra o Ceará vestindo a camisa do Santos. Esse seria o milésimo jogo de Pelé pelo clube. No confronto de alvinegros quem se deu bem foi o Vovô, que bateu o Santos por 2 a 1 de virada. O Ceará saiu perdendo no primeiro tempo com um gol de Pelé, o 1 015º de sua carreira, mas os cearenses voltaram a campo dispostos a virar o placar e, aos 17 minutos da etapa complementar, Samuel empatou. Treze minutos depois Da Costa fez, de cabeça, o gol da virada do Vovô. 
"Já estava no finalzinho do jogo, o placar era 1 a 1 porque o Samuel tinha empatado para nós no começo do segundo tempo", contou Da Costa, autor do gol da vitória alvinegra. "A jogada foi assim: Samuel ou Edmar, não lembro direito, meteu uma bola para o Jorge Costa na ponta direita. O Jorge ganhou na carreira do Rildo (lateral esquerdo do Santos), foi à linha de fundo e cruzou. Eu ameacei ir para a marca do pênalti e voltei… O Carlos Alberto subiu, mas eu subi na frente dele e cabeceei, a bola bateu no pau da trave e entrou lá no cantinho. É um gol que guardo comigo até hoje." Da Costa conta ainda de uma curiosa aposta feita por Paulino Rocha na época. "Eu vou revelar coisa que pouca gente sabe. O Paulino Rocha desceu lá nos vestiários durante o intervalo e me disse: 'Da Costa, eu apostei com o Rolim (torcedor rival), e, se você fizer o gol da vitória, eu lhe dou o dinheiro todinho da aposta.' Pois ele me deu tudo… eram 3 mil cruzeiros, era muito dinheiro na época."
A partida foi realizada em 3 de novembro de 1972 e foi presenciada por um grande número de torcedores, que abarrotaram as arquibancadas do Presidente Vargas, cerca de 35 752 pagantes. Ceará: Hélio, Paulo Tavares, Odélio, Mauro Calixto, Dimas, Edmar, Joãozinho, Nado, Jorge Costa, Samuel e Da Costa. Santos: Joel Mendes, Turcão, Paulo, Altivo, Murias (Vicente), Léo, Pitico, Roberto Carlos, Afonsinho (Edu), Pelé e Ferreira. 

## História
No estado do Ceará, o foot-bal l teve seus primeiros passos dados por marinheiros e funcionários de empresas inglesas instaladas no estado em 1903. Em 1904, José Silveiria, jovem estudante na Suíça, trouxe a primeira bola oficial para o estado. Logo o futebol tornou-se paixão popular; não demorou muito e surgiram inúmeras equipes.
No dia 2 de junho de 1914, caminhando pelo centro da capital do estado Ceará, Luís Esteves Júnior e Pedro Freire conversavam sobre diversos assuntos, principalmente sobre política internacional. Após chutar uma pedra no meio do caminho, começaram a falar sobre futebol, surgindo a ideia de fundar um clube. Ao encontrar colegas no Café Art Nouveau, na Praça do Ferreira, a ideia da dupla foi se concretizando. Ainda no mesmo dia, a turma se reuniu na residência de Luís Esteves. As 22 pessoas (há quem fale em 18 e em 25) escolheram o nome do clube como Rio Branco Football Club, com camisas de cor roxa e calções brancos, semelhantes ao uniforme da atual ACF Fiorentina, da Itália (que seria fundada em 1926 e cujas vestimentas, portanto, não influenciaram as cores do time cearense). Gilberto Gurgel, comerciante da Praça do Ferreira, foi eleito o primeiro presidente e promoveu-se uma coleta entre os associados, visando a arrecadar fundos para comprar uma bola oficial número 5. Foram arrecadados cerca de 22 mil réis, uma quantia razoável e que mostra a boa condição social dos fundadores do clube.
Numa outra reunião, exatamente um ano depois, foi escolhido mudar o nome do time para Ceará Sporting Club e, devido a dificuldade de se obter camisas na cor roxa, mudou-se as cores do uniforme para preto e branco. O Sobrinho de Luís Esteves, Geraldo Quevedo Esteves, em vários depoimentos, informou que confirmou toda a história de fundação do clube com o tio, menos o episódio do chute na pedra, talvez um fato folclórico.
Não se sabe bem o porquê da escolha do nome Rio Branco. Provavelmente uma homenagem ao famoso diplomata brasileiro Barão do Rio Branco, falecido em 1912. O nome reflete, contudo, a dureza, as dificuldades da época e as esperanças de um futuro melhor; queria-se um Rio Branco de águas limpas, transparentes para se banhar e aproveitar o vento e o sol. O nome Ceará relaciona-se a um aumento do regionalismo, uma consequente desilusão da Belle Époque, advinda com a Primeira Guerra Mundial. As cores alvinegras evidenciavam igualmente o momento: o branco da paz, a que homens almejavam naquele instante de guerra, mais ainda. Quanto ao preto, há uma significância toda especial: sabe-se que tal cor, por séculos associada ao luto e a morte, foi transformada pela nobreza absolutista da idade moderna e sobretudo pelas elites num tom solene de elegância, gala, luxo, força, poderio e aristocracia. Assim, foram misturados no Ceará, o poder, a nobreza e a ternura.

### Década de 1910: A hegemonia no Ceará

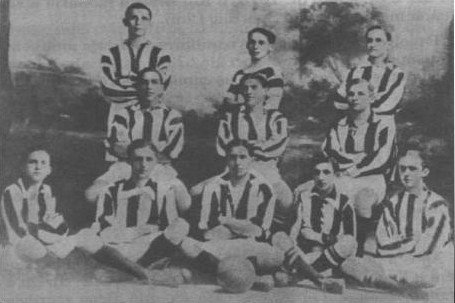
Time campeão estadual em 1915.

Uma grande façanha do Ceará foi a conquista do pentacampeonato de 1915 a 1919, sob a égide da Liga Cearense Metropolitana de Futebol (LCMF), a primeira entidade gestora do esporte local. Ao lado de Stella Foot-Ball Club, Rio Negro e Maranguape Sport Club e sob a chancela da LCMF, o Ceará disputou o primeiro certame metropolitano sobre solo cearense.
O Campeonato de 1915 foi disputado por Ceará, Maranguape, Rio Negro e Stella. Na final, no Campo do Prado, o Ceará bateu o Stella por 2 a 1, com gols marcados por Humberto Ribeiro e Pacatuba. Nesse ano o Ceará sagrou-se campeão invicto e sofrendo apenas dois gols. Em 1916, o Riachuelo se juntou aos outros times na disputa do título. Na final, o Ceará derrotou o Maranguape por 2 a 0, com dois gols de Walter Barroso. No Campeonato de 1917, o Riachuelo foi substituído pelo Hespéria Atlético Clube. No Campo do Prado, o Ceará sagrou-se novamente campeão, após bater o Stella por 1 a 0, com gol marcado por Gotardo. 
Em 1918, o campeonato foi disputado por apenas quatro clubes — Ceará, Fortaleza, Rio Negro e Hespéria. O Ceará derrotou o Fortaleza na final por 2 a 0, gols de Walter Barroso e Enoch. O campeonato de 1919 foi disputado por Bangu, Ceará, Fortaleza, Guarany e Hespéria. Foi nesse ano que o Ceará sofreu a primeira derrota de sua história, perdendo por 1 a 0 para o Guarany. Na final, novamente disputada entre Ceará e Fortaleza, o time alvinegro acabou vencendo nos minutos finais. Estando perdendo por 1 a 0, o Ceará conseguiu a virada com dois gols de Walter Barroso, sagrando-se pentacampeão cearense de futebol, com a defesa menos vazada e o melhor ataque.
Primeiro título - 1915
Na edição de 9 de novembro de 1915, o Diário do Estado relata a vitória do Alvinegro assim: "Effectuou-se domingo último no field do bairro do Bemfica o anunciado jogo de foot-ball entre as poderosas equipes do Stella Foot ball Club e Ceará Sporting Club. A numerosa assistência que enchia as archibancadas do Stella teve incontestavelmente a magnífica oportunidade de assistir ao lindo jogo desses fortes elevens, cheio de phases e lances lindos".
"Terminou esse interessante match com o resultado favorável ao Ceará, que conseguiu marcar mais um goal do que o seu adversário. O primeiro foi shutado por Humberto Ribeiro, capitão do Maranguape Foot-ball club, e o segundo, resultado de um oportuno passe do forward Guilherme Augusto, phayer do Rio Negro, foi marcado por Pacatuba, também do Maranguape. O único goal do Stella foi shoot de Pedro Riquet, um dos magníficos forwards do poderoso e sympathisado Stella. Actuou como referee o senhor Lucio Bauerfeldt, que foi imparcial nas suas deliberações".
Final: Ceará SC 2 x 1 Stella FC.

Data: 7 de novembro de 1915, no Campo do Prado - Gols: Humberto Ribeiro e Pacatuba (Ceará SC); Pedro Riquet (Stella FC).

Ceará SC: Aldo; Meton, Garcia; Ninito, Silveira, Rola; Abreu, Pacatuba, Humberto Ribeiro, Gothardo e Guilherme.

Stella FC: Gilberto; Oscar Cabral, Oscar Loureiro; Carlos Alberto, João Gentil, Clóvis Holanda; Pedro Riquet, Clodoveu, J. Bruno, Walter Barroso e Walter Olsen.

Arbitragem: Lúcio Bauerfeldt

Artilheiro: Walter Barroso (Stella FC) – 6 gols

Bi - 1916: Ceará SC 2 x 0 Maranguape FC.

Data: 06 de agosto de 1916, no Campo do Prado - Gols: Walter Barroso (2).

Ceará SC: Cearense; Gothardo e Meton; Padilha, Ninito e Silveira; Walter Barroso, Rola, Bolívar, Orlando e Mamede.

Maranguape FC: Houssel; Riquet e Carlito; P. Barbosa, João Gentil e Lúcio Bauerfeldt; Ademir, A. Rodrigues, Humberto Ribeiro, Brigido e Paraense.

Arbitragem: Oscar Loureiro

Tri - 1917: Ceará SC 1 x 0 Stella FC.

Data: 8 de dezembro de 1917, no Campo do Prado - Gol: Gothardo.

Ceará SC: Aldo, Garcia e Gothardo; Célio, Carlito e Braga; Walter Barroso, Meton, Olsen, Mamede e Braun.

Stella FC: Gilberto; Riquet e Oscar Loureiro; João Gentil, Carlito e Clóvis; Arthur, Ademir, Clodoveu, J. Bruno e Paraense.

Arbitragem: José Silveira

Tetra - 1918: Ceará SC 2 x 0 Fortaleza SC.

Data: 17 de dezembro de 1918, no Campo do Prado - Gols: Walter Barroso e Enoch.

Ceará SC: Aldo; Garcia e Gracho; Célio, Carlito e Ninito; Walter Barroso, Meton, Mamede, Braun e Enoch.

Fortaleza SC: Quinderé; Peter e Riquet; João Gentil, Lúcio Bauerfeldt e Djalma; Clóvis, A. Oliveira, Humberto Ribeiro, Juracy e Pontes.

Arbitragem: Sílvio Gentil

Penta - 1919: Ceará SC 2 x 1 Fortaleza SC. 

Data: 30 de novembro de 1919, no Campo do Prado - Gols: Walter Barroso [2] (Ceará SC); Humberto Ribeiro (Fortaleza SC).

Ceará SC: Aldo; Garcia e Gothardo; Célio, Braga e Aluísio; Walter Barroso, Mamede, Braun, Enoch e Cearense.

Fortaleza SC: Quinderé; Peter e Riquet; João Gentil, Lúcio Bauerfeldt e Nelsinho; José Raymundo, Arthur, Humberto Ribeiro, Juracy e Pontes.

Arbitragem: Oscar Araripe

### Década de 1920: Surge a rivalidade entre Ceará e Fortaleza
Foi em 1922, ano do centenário da independência do Brasil: todos os clubes estavam muito motivados para ganhar o título estadual, devido à data comemorativa. Em especial o Fortaleza queria ganhar o Campeonato Cearense para ser tricampeão, mas o Ceará ficou com o título nesse ano e muitos cronistas marcam essa data como o surgimento da rivalidade entre os clubes. 
No Torneio Início o Ceará foi campeão facilmente, mas no começo do estadual acabou perdendo de uma goleada histórica, 6 a 3, para o Fortaleza. Na final o Fortaleza entrou em campo favorito, tanto que antes do jogo a diretoria pensou em reservar um jantar em um fino restaurante da cidade. Jogando pela vitória, entretanto, o Fortaleza perdeu o equilíbrio emocional e consequentemente perdeu o jogo por 4 a 1, e o Ceará sagrou-se campeão estadual, impedindo o tri do rival. Depois do jogo o elenco do Vovô foi comemorar a vitória no mesmo restaurante em que o Fortaleza havia pensado reservar as mesas para seu time, com as mesmas reservas. 
Esse fato foi comentado na cidade na época, e a rivalidade entre Ceará e Fortaleza extrapolou desde então: num jogo entre os clubes em 1923 foram registrados vários incidentes, como torcida invadindo o campo e jogadores dos dois rivais brigando.. Em 1925 consegue evitar mais um tricampeonato do rival vencendo o estadual.

### Década de 1930: O Bicampeonato e o jejum de 7 anos
Em 1931 foi campeão porque o rival Orion não decidiu o título, pois pediu o adiamento de seu jogo com o Ceará em uma semana, pois voltava de uma excursão pelo interior, e seus atletas estavam contudidos e/ou cansados. Como não foi deferido não foi a campo. Como só tinha 1 ponto de vantagem, acabou como vice, o artilheiro do campeonato foi Farnum, atleta alvinegro com 14 gols, em 1932 consegue o Bicampeonato e tendo o artilheiro do Campeonato: Farnum com 12 gols. Após o título vive o jejum de 7 anos sem conquista, voltando a vencer o estadual de 1939 e de forma invicta com 9 vitórias e 2 empates, 38 gols marcados e 16 sofridos.

### Década de 1940: Mais um Bicampeonato e a volta na vaga do Maguari
Em 1941 vence mais um campeonato invicto, com 6 vitórias e França com artilheiro do estadual com 11 gols. No ano seguinte conquista o Bicampeonato com França de novo artilheiro, agora com 20 gols. Em 1944 se retira do estadual após não concordar com a Federação, volta em 1946 na vaga do Maguari-CE, conseguindo a terceira colocação, se estrutura em 1947 para a conquista do estadual de 1948 tendo o artilheiro do estadual: Alfredinho com 29 gols.

### Década de 1950: O título de 1951 e com gol de mão de Honorato, põe fim ao jejum de 6 anos
Em 1951 conquista mais um estadual e tendo Antoninho com artilheiro do certame com 13 gols. Após a conquista do Estadual de 1951, o alvinegro bate na trave nos anos de 1952 a 1956, em 1957 o Vozão e o Usina, vencedores dos turnos, partem para uma melhor de 3, com o mais querido vencendo a 1ª. Na semana que antecede o 2º jogo, o Vozão pede adiamento da partida, alegando que 9 atletas pegaram a famosa (na época) gripe asiática. Com a negativa da FCD, diante os boatos que o interesse era recuperar 3 atletas contundidos, o Ceará teve que entrar em campo sem os "asiáticos", contando apenas com Bira e o goleiro Ivan de atacante. Resultado, Usina 1x0. Na 3ª e decisiva partida, vence o Ceará com o famoso gol de mão de Honorato.

### Década de 1960: O Tricampeonato, a melhor colocação na Série A e a conquista do Torneio Norte-Nordeste na década de 1960
Em 1961 vence o campeonato com o Gildo sendo artilheiro com 15 gols, em 1962 vence a final por 3x1. Em 1963 vence o tricampeonato com Gildo sendo artilheiro com 16 gols. Em 1964 o Ceará chegou às semifinais da Campeonato Brasileiro, sendo sua melhor colocação na Série A. eliminado da competição pelo Flamengo. Com essa trajetória, o Vovô conseguiu o terceiro lugar na competição.
Torneio Norte-Nordeste. O primeiro jogo foi contra seu rival, Fortaleza, e o alvinegro ganhou por 3 a 0. No último jogo, contra o Remo, o Ceará venceu por 3 a 0 na capital cearense, gols de Gildo, Magela e Zezinho. O time campeão estava formado por: Ita; Daniel, Cícero, Laudenir e Carlinhos; Magela e Gojoba; Chiclete, Zezinho (Didi), Gildo e Osmar. A partida foi apitada pelo paulista Romualdo Arppi Filho.

### Década de 1970: Se foi ou não gol nos acréscimos, o fim do jejum de 7 anos e o bicampeonato no ano seguinte, o tetracampeonato em 78 e o título de 1980
Depois do tricampeonato de 1961 á 1963, o vozão viveu um período de jejum, que só acaba no ano de 1971. O vozão venceu dois turnos de quatro e foi com seu maior rival pra uma melhor de 3. No 1º jogo, vitória do vozão por 1x0. No segundo, empate em 0x0. No 3º, o Fortaleza vencia por 2x1, quando o juiz apita falta já nos acréscimos, o vozão empata, pra uns a bola entrou, pra outros não. Mas o que importa que o vozão acabou com o jejum de sete anos . Em 1972 conquista o bicampeonato. 
Em 1975, o Ceará era treinado por Fernando Façanha e sagrou-se campeão estadual no estádio Castelão com uma vitória por 2 a 0 sobre seu maior rival, o Fortaleza. Nesse ano o Ceará marcou 34 gols e sofreu 7 e foi o campeão em rendas, com um total de 2 132 295 Cr$. Em 1976 o Ceará jogou 35 vezes e sofreu apenas uma derrota. A final foi jogada contra o Fortaleza no estádio Castelão e terminou com o placar de 1 a 1. Com esse empate o Ceará sagrou-se bicampeão cearense.
Em 1977 o Ceará sagrou-se mais uma vez campeão, vencendo dois dos três turnos. No primeiro jogo da final conseguiu uma goleada de 6 a 0 sobre o Fortaleza e no segundo jogo empatou por 0 a 0 com o mesmo. Depois do tri, o Vovô partiu para o tetra. As coisas, contudo, não aconteceram como os alvinegros imaginavam. O time perdeu o turno inicial para o Fortaleza. O presidente Eulino Oliveira tomou uma decisão inusitada e muito questionada: convidou para treinar o time no segundo turno Moésio, o Paim, um dos mais importantes nomes da história do arquirrival. A jogada surtiu efeito, pois foi o grande articulador da conquista do campeonato. Montou um esquema impecável, reeditando seu consagrado quadrado de ouro, formado pelo trio do meio-de-campo e mais o atleta Tiquinho. A conquista do título aconteceu em 28 de dezembro, diante de 47 340 pagantes. Foi Tiquinho quem, aos 45 minutos do segundo tempo, fez o único gol do jogo. Naquele dia Moésio mandou a campo Sérgio Gomes; Júlio, Artur, Darci e Dodô; Edmar, Erasmo e Amilton Melo; Jangada, Ivanir e Tiquinho. Em 1979 perde o pentacampeonato para o Ferroviário, reconquistando o título em 1980.

### Década de 1980: Quatro títulos em 10 anos
Em 1981 conquista o bicampeonato tendo Marciano com 27 gols o artilheiro do estadual, passa em branco nos dois anos seguintes, reconquistando o campeonato em 1984 e o centroavante Anselmo sendo artilheiro do campeonato com 28 gols, na década ainda conquista os estaduais de 1986 e o bicampeonato em 1989 e 1990.

### Década de 1990: O vice-campeonato da Copa do Brasil, a participação na Copa Conmebol de 1995 e o segundo tetracampeonato estadual
A década de 1990 marcou a história do Ceará. Foram 7 títulos estaduais, sendo um tetracampeonato, além de um sucesso na arquibancada. O alvinegro liderou todo tipo de estatística de público no estado, de 1991 a 1999, a torcida alvinegra ficou em primeiro lugar, em média de público, de 1991 a 1996, seis anos seguidos, onde nenhum outro clube conseguiu tal marca no estado. 
Na disputa da Copa do Brasil de 1994, o Ceará começou eliminando o Campinense, e em seguida desclassificou o então bicampeão brasileiro Palmeiras (time de Edmundo, Evair, César Sampaio, Mazinho, entre outros). Na sequência, o alvinegro despachou o Internacional, depois o já extinto Linhares EC, do Espírito Santo, nas semifinais, e chegou, pela primeira vez, à final de um título nacional. A equipe acabou perdendo o último jogo para o Grêmio (time de Carlos Miguel e Nildo, e com Luiz Felipe Scolari como treinador) no Estádio Olímpico. O alvinegro foi prejudicado por um erro do árbitro Oscar Roberto Godói, um pênalti não validado e uma expulsão controversa por reclamação pela marcação da referida penalidade pelo jogador Sérgio Alves. Em caso de conversão desse pênalti (aos 30 minutos da etapa final), o time cearense jogaria pelo empate durante os quinze últimos minutos. O vice-campeonato de 1994 deu ao Ceará o direito de disputar sua primeira competição internacional: a Copa Conmebol de 1995.
O Ceará foi primeiro e até hoje o único time do estado a participar de uma competição internacional, a Copa Conmebol, representada pelas equipes que não conseguiram vaga para a Libertadores da América. O feito foi conseguido depois da campanha do vice-campeonato na Copa do Brasil de 1994. Apesar de ser eliminado na primeira fase, o alvinegro saiu invicto da competição.
Jogo de ida
| 17 de outubro de 1995 | Ceará | 1 – 1 | Corinthians               | Castelão, Fortaleza |
|                       | Fábio |       | Marcelinho Carioca (pen.) |                     |

Jogo de volta
| 2 de novembro de 1995 | Corinthians                        | 2 – 2 (7–6 pen.) | Ceará                      | Pacaembu, São Paulo |
|                       | Marcelinho Carioca (pen.) · Clóvis |                  | Sérgio Alves · Márcio Alan |                     |

No período de 1996 a 1999 o Ceará conquistou outro tetracampeonato. Em 1996, o alvinegro cearense conquistou o título após ganhar a final contra o Ferroviário por 2 a 1. O gol do título só foi marcado aos 44 minutos do segundo tempo, quando o chute de Jaime foi desviado por Betinho para dentro do gol. Em 1997 o Ceará conquistou novamente o campeonato ao bater o Fortaleza na final. O jogo só foi decidido na prorrogação, após empate em 2 a 2 no tempo regulamentar. Aos 13 minutos do primeiro tempo da prorrogação, após a cobrança de um escanteio, Mário César, de cabeça, fez o gol do título para o Ceará. 
Em 1998 o Ceará decidiu o título contra o Ferroviário, perdendo o segundo jogo por 2 a 1 e vencendo na prorrogação por 1 a 0. O ano de 1999 foi marcado pela segunda conquista de um tetracampeonato na história do clube. Na final, em 21 de julho, o adversário foi o novato Juazeiro-CE. O placar de 0 a 0 garantiu a conquista.

### Década de 2000: A escassez de títulos e o retorno a Série A
Em 2000 perde o título que seria seu pentacampeonato para o seu maior rival, se reestrutura e voltar a conquistar estadual no ano de 2002. Passa três anos sem títulos no cearense, voltando ao título em 2006.
Na Série B de 2009 o Vovô de Porangabussu conseguiu o acesso a Série A, com uma campanha memorável com 19 vitórias, 11 empates e apenas 8 derrotas, voltando à Série A do Campeonato Brasileiro depois de dezesseis longos anos sem poder disputá-la, levando 429.722 pagantes para o estádio nos 19 jogos realizados em casa, obtendo assim a segunda melhor média de público (22.617 pagantes por jogo) daquele ano e, ainda, a segunda melhor arrecadação do ano, 5.7 milhões de reais.

### Década de 2010: O Rebaixamento da Série A, a participação na Sul-Americana e o tetracampeonato em 2014

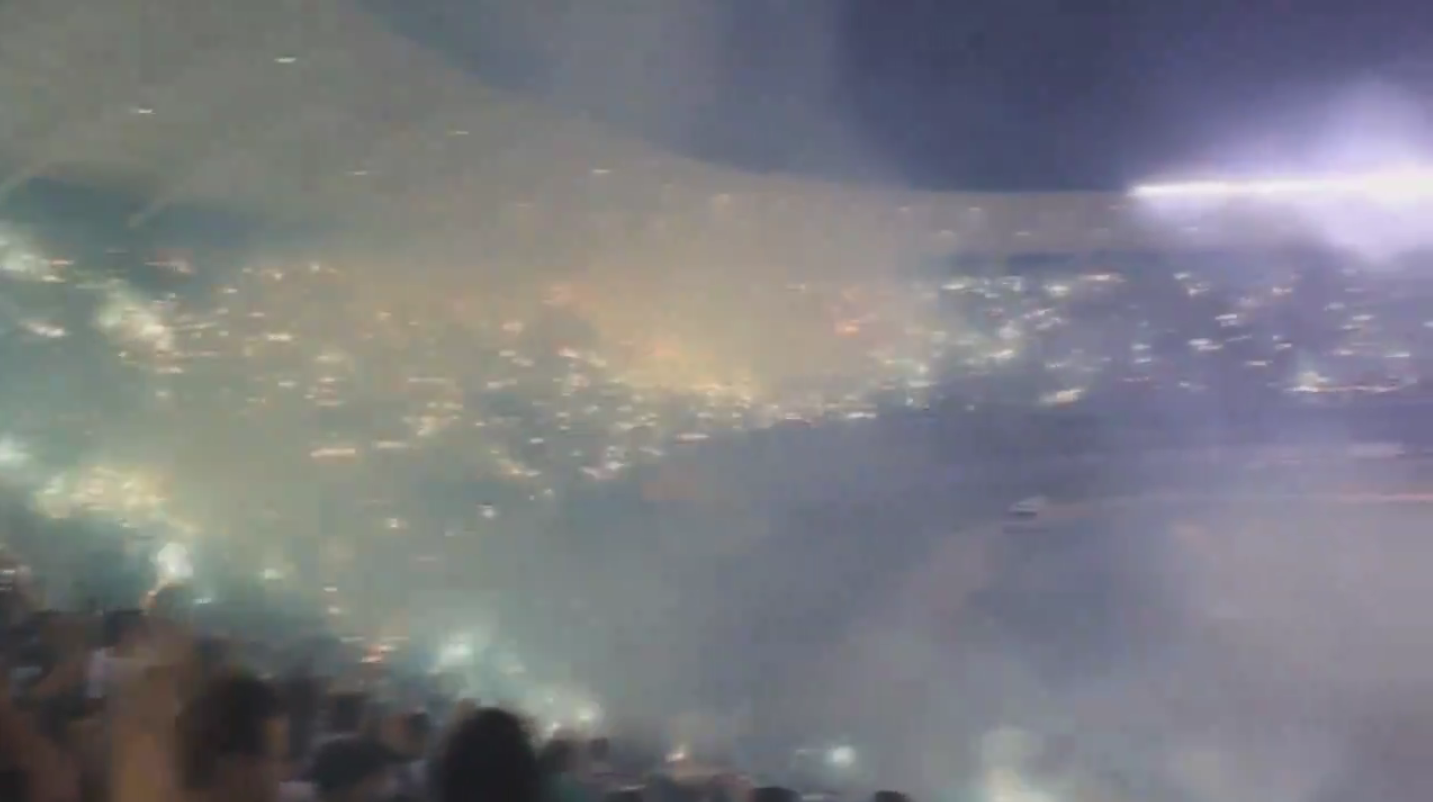
Ceará 0x0 Corinthians. Série A 2010.

Em 2010 perde o campeonato estadual nos pênaltis. No retorno a Série A, o Vovô surpreendeu a todos no início do Brasileirão 2010. Durante o campeonato, o Ceará ficou 11 rodadas no G4, sendo 4 delas na vice-liderança. O alvinegro cearense terminou a competição na 12º colocação conseguindo vaga para a sua segunda participação em competições internacionais, a Copa Sul-Americana 2011 e continua sendo o único time do futebol cearense que disputou competições internacionais. 
O Ceará conseguiu a 2ª melhor média de público da Série A 2010, com 23.467 pagantes por jogo. O time recebeu em casa 445.869 pagantes nos 19 jogos. O Vozão conseguiu o 4º, 5º e 6º maiores públicos do Brasileirão 2010. Além de conseguir, pela primeira vez na história do futebol cearense, rendas superiores a 1 milhão de reais em uma única partida. No total, o Ceará arrecadou 7.43 milhões de reais no Campeonato Brasileiro de 2010, nenhum outro time cearense conseguiu arrecadar tanto em uma competição. os campeonatos brasileiros dos mesmos anos.

### Recorde nacional com o goleiro Diego
Em 2010, o goleiro alvinegro, Diego, entrou para a história do futebol brasileiro ao ficar mais minutos sem sofrer gols na Série A. Foram 608 minutos, superando o ex-goleiro Washington, do Palmeiras, que ficou 533 em 1986. Diego não foi vazado contra Vitória, Goiás, Cruzeiro, Avaí, Atlético Mineiro e Corinthians, só voltando a sofrer um gol diante do Internacional, aos 16 minutos do 1º tempo.

Em 2011, no Brasileirão, o Vozão amargou o rebaixamento, que veio na última rodada, com uma derrota para o Bahia, em Salvador. O Ceará acabou na 18ª posição. Na Copa Sul-Americana de 2011 apesar de ter ganho o primeiro jogo contra o São Paulo, o alvinegro foi eliminado após perder o segundo jogo por 3 a 0, em São Paulo.
Em 2011, o Vovô alcançou seu 40º título do Campeonato Cearense, tendo um público 59% maior que o do rival, mesmo jogando alguns jogos em Horizonte, na melhor campanha já registrada por um clube cearense. O alvinegro cearense fez 65 pontos e perdeu apenas 3 partidas, nos 26 jogos que realizou. Venceu os dois turnos sem deixar dúvidas de que era o grande favorito ao título. 
Em 2012, no Campeonato Cearense, o Vozão terminou a fase classificatória na liderança do estadual, com o melhor ataque, a melhor defesa, artilheiro e melhor média de público, campanha parecida com a do ano anterior. Nas finais, empatou em 0 a 0, e depois em 1 a 1 com o rival Fortaleza, por ter tido a melhor campanha do campeonato foi consagrado bicampeão cearense. Na Série B ficou na 11ª colocação, após campanha com altos e baixos.

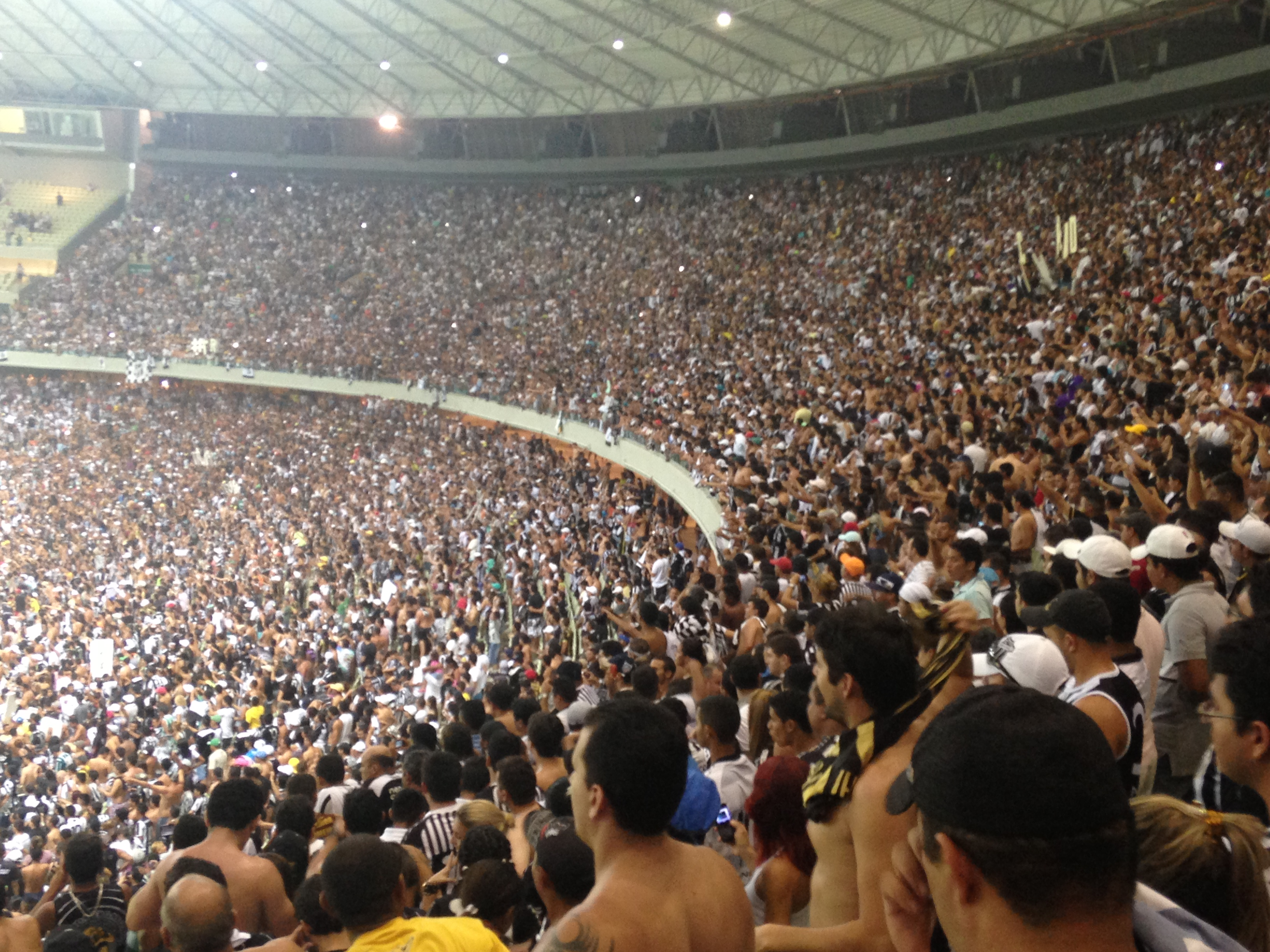
Final do Cearense 2013 - 50 mil pessoas na Arena Castelão.

Em 2013, pelo certame Estadual, o Vozão conquistou mais um tricampeonato ao empatar por placares iguais de 1 a 1 contra o Guarany de Sobral nas finais.
Em 2014, ano do seu centenário, conseguiu o vice-campeonato da Copa do Nordeste. No certame Estadual, obteve mais um tetracampeonato ao empatar por dois placares iguais de 0x0 com o Fortaleza.

#### 99 anos, presente:Ceten; Nova fachada doEstádio Carlos de Alencar Pintoe exclusividade comArena Castelão
Em 2 de junho de 2013, o Ceará completou 99 anos, e houve alguns eventos realizados: por volta das 8h30m foi iniciada uma missa na sede do clube, em homenagem à data marcante. Na sequência, os torcedores presentes aproveitaram um café da manhã caprichado, enquanto era realizada a queima de fogos. No dia seguinte, o presente para os torcedores alvinegros: a compra de um centro de treinamento, o Ceten, o valor foi divulgado e custará aos cofres alvinegros R$ 6 milhões de reais, divido em parcelas de R$ 80 mil, e de quebra, obteve contrato de exclusividade com Arena Castelão, que receberá do consórcio R$ 130 mil reais por mês.  O Ceará fez um contrato de preferência de aquisição do CT, mas somente oficializou a aquisição do Ceten em 18 de Janeiro de 2014. Em Setembro de 2013, o Ceará completou a reforma da fachada do Estádio Carlos de Alencar Pinto,que foi financiada pelos seus torcedores.

#### Sub-20 vs. Seleção Brasileira
Em 17 de junho de 2013 a equipe Sub-20 do Ceará, realizou uma partida-treino contra a Seleção Brasileira, no estádio Estádio Presidente Vargas, em Fortaleza.  Essa partida terminou em 2x2 com dois gols do garoto Romário.

#### 2014, ano do centenário
O Ceará se reforçou bem para o ano do centenário com a contratação dos jogadores: Assisinho, Luís Carlos, Bill, Souza e trouxe de volta o zagueiro Anderson. 
O 1º jogo do Ceará, foi contra o Barbalha, valendo o primeiro título da Copa dos Campeões Cearenses, onde o Ceará venceu por 2x0 com gols de Magno Alves e Anderson. Segundo Evandro Leitão, este título pode significar que o Ceará começou bem o ano do centenário.
Na Copa do Nordeste de 2014, o vozão ficou com o vice-campeonato. Após terminar a Primeira Fase em 1º colocado com 11 pontos, obtendo 3 vitórias, 2 empates e 1 derrota, com 10 gols prós e 4 gols contra e saldo de gol +6. Nas quartas enfrentou o Vitória, com empate de 1x1 fora e no jogo de volta, vitória do Vozão por 5 x 1. Na semi-final enfrentou o América de Natal no jogo de ida na capital cearense onde ganhou por 4 a 0 e no jogo da volta mesmo perdendo por 2x0 classificou-se para a final contra o Sport. No primeiro jogo da final, perdeu fora de casa por 2x0 e no jogo de volta na Arena Castelão empatou em 1x1 e deu o título ao clube pernambucano.
No Campeonato Cearense de 2014, estreou contra o Guarani de Juazeiro, pela fase do hexagonal onde a partida terminou por 1 a 1. Após 10 jogos, terminou o hexagonal final na segunda colocação com 19 pontos, com 5 vitórias, 4 empates e 1 derrota, 18 gols pró e 9 contra. Na semi-final enfrentou o Guarany de Sobral, onde venceu em Sobral no primeiro jogo por 3x2 e no jogo da volta no Castelão venceu por 5x2, conseguindo somar pontos suficientes para ficar em primeiro colocado na classificação geral e colocando o mais querido pra final do estadual contra o Fortaleza.
Com a vantagem obtida nos pontos da classificação geral, o Ceará empatou em 0x0 nos dois jogos das finais e consagrou-se Tetracampeão Cearense.
Nesse mesmo ano o vozão faz grande campanha na Copa do Brasil e ainda elimina o Internacional na terceira fase, e com moral, venceu em casa por 3x1 e venceu também no Beira Rio por 2x1, com golaço de Magno Alves. Nas oitavas de final o Ceará derrotou o Botafogo no jogo de ida em grande atuação do lateral-esquerdo Hélder Santos. No jogo de volta, o Ceará decepcionou e foi eliminado. 
Na Série B de 2014, o Vozão lutou novamente pelo acesso à primeira divisão, mas vacila na reta final do Campeonato, terminado fora da zona de classificação para a Série A.

#### 2015
O Ceará começou o ano sendo campeão da Copa do Nordeste. O começo era promissor, mas com a saída de Magno Alves as coisas se complicaram para o Vozão. O time perdeu o título estadual para o Fortaleza e quebrou a sua sequência de quatro títulos estaduais consecutivos. 
Com o assedio de vários clubes da Série A, o Ceará perdeu diversos de seus jogadores campeões do nordeste. Os destaques Marinho, Magno Alves, Samuel Xavier e Uillian Correia partiram para clubes da elite. Com isso o Ceará teve problemas para conseguir reposição a altura, muitos jogadores não conseguiram responder a altura durante a temporada, porém graças ao treinador Lisca, o goleiro Everson, os atacantes Rafael Costa, Alex Amado e outros atletas contratados no decorrer da temporada a equipe conseguiu uma grande arrancada e manteve-se na Série B. 
Na Série B, o Ceará passou sufoco, e lutou até o final do campeonato contra o rebaixmento para a Série C, escapando somente na última rodada quando venceu a equipe do Macaé em confronto direto na luta contra o rebaixamento. 
Na Copa do Brasil o Ceará alcançou novamente a fase oitavas de final, quando acabou sendo eliminado para o São Paulo, vencendo no Morumbi por 2x1 e perdendo de forma decepcionante em casa por 3x0. 

#### Ações de marketing no centenário Alvinegro
Após troca do marketing, o Ceará vem investindo fortemente e muito bem em ações para o clube, como, no lançamento dos novos uniformes para a temporada de 2014. Quem desfilou com os uniformes foi a ex-panicat Nicole Bahls, onde ocorreu no Centro de Eventos do Ceará, e aberto ao público e para imprensa. No dia 22 de fevereiro de 2014, ao inaugurar o A Cidade Vozão - Centro de Treinamento Luis Campos, houve a presença do Milton Neves e de Renata Molinaro, onde começou com uma festa das bandas: Banda Bateria Mix Brasil e Grupo Deixa de Caô, com a presença de Renata Molinaro na festa e em decorrer do dia, depois houve apresentação do CT para o público, após apresentação, houve duas partidas, sendo a primeira das Vovozetes, e a segunda, do time Master do Ceará.
Outras ações de marketing, foi a venda dos relógios exclusivos do centenário Alvinegro, parceria feita entre Aliança de Ouro (maior empresa de relojoarias do Ceará), onde a empresa de relógios da Suíça, Invicta fabricou em edição limitada, relógios exclusivos, 100% em aço, tem 48 milímetros de caixa, mostrados em cristal, tem index luminoso, cronógrafo, além de possuir fecho com trava de segurança e fundo com a logomarca do centenário gravada. E, também, o lançamento do relógio digital, que vai fazer a contagem regressiva para o Centenário do Ceará. O evento foi realizado na Loja Oficial da Avenida João Pessoa e o relógio está fixado na fachada da sede do clube. Com três metros e meio de altura, o relógio digital vai atualizar o torcedor alvinegro sobre o tempo restante até o aniversário de 100 anos do Vozão. O equipamento foi adquirido através da parceria entre Ceará e Aliança de Ouro.
No dia 6 de abril de 2014, foi lançado produtos oficiais licenciados do jogador Magno Alves, a marca Magnata e Magnatinha (para crianças e jovens), na loja do Ceará, vende produtos como: camisas, canecas, chaveiros, bonecos e outros itens tudo personalizado no nome e na imagem do jogador Magno Alves, no lançamento, o jogador estava tirando fotos e autografandos produtos dos torcedores presentes.